# Brusník
Brusník é um município da Eslováquia, situado no distrito de Veľký Krtíš, na região de Banská Bystrica. Tem 7,76 km² de área e sua população em 2018 foi estimada em 119 habitantes.

## Demografia
| Ano:        | 1994 | 2004    | 2014    | 2024    |
| ----------- | ---- | ------- | ------- | ------- |
| Broj ljudi: | 99   | 89      | 119     | 107     |
| Razlika:    |      | -10,10% | +33,70% | -10,08% |

| Ano:               | 2023 | 2024   |
| ------------------ | ---- | ------ |
| Número de pessoas: | 112  | 107    |
| Diferença:         |      | -4,46% |